# Julio Just
Julio Just Gimeno (Valence, 5 mars 1894 - Paris 9e, 30 octobre 1976), figure de l'exil espagnol en France, est un homme politique espagnol engagé dans le mouvement républicain.

## Biographie

### Jeunesse
Né à Valence en Espagne le 5 mars 1894 et mort en exil à Paris le 30 octobre 1976, Julio Just mène, après des études d'ingénieur à Valence puis à Paris, un parcours politique important, d'abord au sein du blasquisme, et à partir de 1934 dans d'autres mouvements républicains espagnols. Il s'engage dès 1915 dans le mouvement anti-monarchique, dirigé à distance depuis la Côte d'Azur par Vicente Blasco Ibáñez et son secrétaire, Carlos Esplá. Une des missions de Julio Just est précisément de participer à la diffusion de la littérature clandestine que le romancier produit depuis son exil doré, au moyen du journal El Pueblo.

### Seconde République

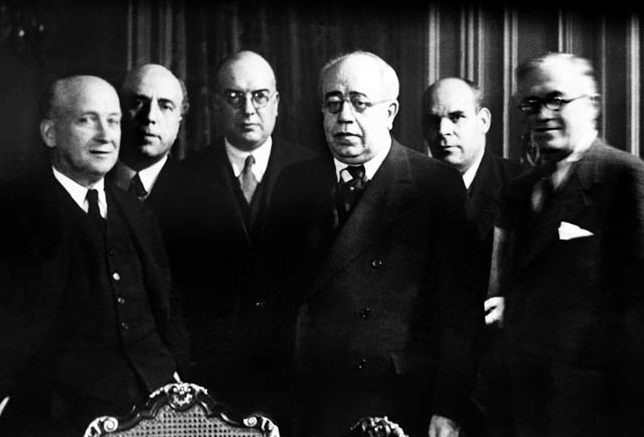
Manuel Azaña, Président de la République espagnole (au centre), Francisco Largo Caballero, Président du Conseil des Ministres (à gauche), et (de gauche à droite) les ministres des Travaux Publics Julio Just ; de la Propagande, Carlos Esplá Rizo ; du Travail, Anastasio de Gracia et de l'État, Julio Álvarez del Vayo, en septembre 1936.

Drapeau de la Seconde République espagnole (1931-1939)

À l'arrivée de la Seconde République, dont il proclame l'avènement depuis le balcon de l'Hôtel de Ville de Valence le 14 avril 1931, Julio Just est élu député au Parlement, puis réélu en 1933 et en 1936, participant au triomphe du Front populaire, devenant ainsi le député le plus élu de la province de Valence au cours de la période républicaine. Il se démarque en 1934 du blasquisme afin d'intégrer l'Union Républicaine, jeune parti politique créé par Diego Martínez Barrio. Julio Just rejoint ensuite la Gauche Républicaine de Manuel Azaña. Au cours des mois précédant les élections de février 1936, il est directeur d'une revue madrilène, Línea, engagée dans la campagne contre la CEDA.

### Guerre Civileetexil
Durant la guerre d'Espagne, Julio Just est nommé ministre des Travaux Publics dans les deux gouvernements successifs présidés par Largo Caballero, du 4 septembre 1936 au 17 mai 1937. Il demeure à Valence jusqu'au 27 mars 1939, avant de s'exiler et de devenir ministre au sein des divers gouvernements en exil (défense, intérieur, justice, émigration). Il est nommé en 1960 vice-président du gouvernement républicain en exil. Il occupera ce poste durant huit ans, dans deux gouvernement différents, et ce jusqu'en 1977 et la dissolution du gouvernement en exil.
Il participe en outre au Conseil Fédéral Espagnol du Mouvement Européen, établi en 1950, au sein de l'Union Européenne.
Julio Just est décoré de la Croix Nationale du Mérite pour "services exceptionnels rendus à l´Humanité".

## Œuvre littéraire
En plus de nombreux articles de presse parus dans les journaux La Dépêche du Midi, El Tiempo de Bogotá, El Heraldo de México, et dans les revues républicaines España Libre, El Poble Catalá, Informaciones Parlementarias, Ibérica y España Errante, Julio Just a écrit Blasco Ibañez i Valencia en 1929, Siembra republicana en 1930, puis Blasco Ibañez, precursor i guía de la República, Veteranos de la República et La pluma en la barricada en 1936.
Julio Just, écrit le 17 mai 1971 : "Jamais, ni vivant, ni mort, ne retournerai-je en Espagne, si la liberté n'y est pas rétablie. Il n'est aucune amnistie possible avec un général fasciste, coupable de la boucherie que fut la Guerre Civile."